# Markuška
Markuška (maďarsky Márkuska) je obec na Slovensku. Leží v okrese Rožňava v Košickém kraji. Žije zde 147 obyvatel.

## Poloha
Obec leží v údolí Hankovského potoka v jihovýchodní části Slovenského Rudohoří. Nadmořská výška území se pohybuje v rozmezí 370–730 m, střed obce je ve výšce 376 m n. m. Východní část území se rozkládá v údolní nivě a terasovité odlesněné plošině. Západní část území leží v částečně zalesněné vrchovině, která je tvořena porfyry a horninami mladších prvohor. Vesnice sousedí s těmito obcemi : Hanková, Koceľovce, Rochovce, Slavošovce, Slavoška.

## Historie
Obec byla založena na zákupném právu dědičným rychtářem Martinem po roce 1311. První písemná zmínka o obci je z roku 1311 a první písemná zmínka o názvu obce je z roku 1362, kde je uváděna jako Aranyas, v roce 1427 je uváděn název Kerekreth a v roce 1582 měla podvojný název Markuška – Aranyas. Od roku 1920 nese název Markuška, maďarsky název je Markuska.
Obec byla prvotně hornickou osadou a později na začátku 16. století vznikla valašská část. V období 1709–1710 byla obec postižena morovou epidemií a musela být znovu zalidněna. V roce 1828 žilo 318 obyvatel ve 39 domech. 
Ve středověku obyvatelé obce pálili dřevěné uhlí, zabývali se hutnictvím a kovářstvím a provozovali povoznictví a koželužství. V zemědělství převládal chov ovcí. Od 18. století byly v obci železářské provozy. V první polovině 19. století se zde těžila měď a byly dvě pece a dva hamry.
U obce je lom na bílý mramor a zelenou břidlici.

## Památky
- Evangelický kostel druhé poloviny 13. století. Nachází se v bývalém opevněném areálu uprostřed obce. V 15. století byl upraven v pozdně gotickém stylu.